# Silická Brezová
Silická Brezová (in ungherese Szádvárborsa) è un comune della Slovacchia facente parte del distretto di Rožňava, nella regione di Košice.